# Stubbington
Stubbington – wieś w Anglii, w hrabstwie Hampshire, w dystrykcie Fareham. Leży 29 km na południowy wschód od miasta Winchester i 108 km na południowy zachód od Londynu. W 2001 miejscowość liczyła 13 628 mieszkańców.